# Alain Dominique Perrin
Pour les articles homonymes, voir Perrin.
Alain Dominique Perrin, né le 10 octobre 1942 à Nantes (Loire-Atlantique), est un homme d'affaires français et un collectionneur d'art.
Président de la société Cartier de 1975 à 1998 et fondateur, en 1984, de la Fondation Cartier pour l'art contemporain, Alain Dominique Perrin devient, en 1999, vice-président du groupe Richemont, holding suisse spécialisée dans l'industrie du luxe (dont Cartier, Van Cleef & Arpels et Piaget font partie).

## Biographie

### Formation
Alain Dominique Perrin est diplômé de l’École des cadres du commerce et des affaires économiques à Paris (EDC) en 1968.

### Parcours
En 1969, il entre comme attaché commercial chez Cartier pour y développer les ventes des briquets Silver Match de la maison. Il travaille alors avec Robert Hocq qui devient son mentor. Alors que celui-ci prépare avec ses banquiers le rachat de Cartier, il lui demande de lui proposer des nouvelles pistes de stratégie.
Alain Dominique Perrin élabore et lui soumet « le petit livre rouge » qui propose un développement basé sur les Must de Cartier, des séries limitées de produits Cartier must-haves et accessibles qui vont faire exploser la marque dans les années 1970,.
En 1975, il est nommé président de la société Cartier, poste qu'il occupe jusqu'en 1998.
En 1980, il rachète le château Lagrézette et son vignoble, près de Cahors, et les réhabilite. Le château est classé monument historique depuis 1982 ; 100 ha de vignes y sont exploités.
À partir de 1981, avec l'arrivée du gouvernement de gauche, il réfléchit à la meilleure manière d'inscrire sa marque dans cette nouvelle société civile. Il identifie le mécénat d'art comme le meilleur levier d'ancrage. Son ami, le sculpteur César, le pousse également dans cette direction. En 1984, il crée la Fondation Cartier pour l'art contemporain, une initiative de mécénat d'entreprise alors totalement novatrice et qu'il préside depuis.
En 1986, François Léotard, ministre de la Culture, le nomme chargé de mission pour le mécénat d'entreprises. La loi sur le mécénat d'entreprise qui s'ensuit est votée en juillet 1987.
En 1990, il crée l'Institut supérieur du marketing de luxe. En 1997, après le rachat de l’École des cadres du commerce et des affaires économiques par des anciens élèves, en 1995 et à son initiative, il la transforme en École des dirigeants et créateurs d'entreprise (EDC).
En 1998, il est nommé COO de groupe Richemont puis CEO du Groupe en 2001. Il prend sa « retraite » en décembre 2003 mais reste au poste d'administrateur de la SCI Financière Richemont et continue à conseiller le groupe.
Depuis 2004, il est président de l'association de gestion de la galerie nationale du Jeu de Paume à Paris.
En 2005, il crée l'Institut supérieur de marketing du goût.
En 2010, il ouvre un camping 4 étoiles avec tipis et écolodges sur l'île de Noirmoutier. Plus qu'un camping, c'est une marque de campings, Original camping, qu'Alain Dominique Perrin souhaite lancer,.
Depuis 2013, il est membre du jury du prix franco-allemand des secteurs culturels et créatifs, créé cette année-là par les ministères de l'Économie français et allemand à l’occasion du 50e anniversaire du traité de l'Élysée, dans le but de promouvoir la coopération entre les entreprises françaises et allemandes dans le domaine culturel.

### Famille et vie personnelle
Père de six enfants, Alain Dominique Perrin est remarié depuis 2011 à Florence Delattre. Il a traversé 4 mariages.
Il était ami de Claude François. À la mort de ce dernier, il est devenu son exécuteur testamentaire et s'est occupé de régler les dettes jusqu'en 1988. Il a conservé la Mercedes 450 SEL du chanteur, qu'il a finalement vendue le 5 septembre 2015 pour la somme de 97 500 €.
Il a aussi été l'exécuteur testamentaire du sculpteur César.

#### Collectionneur
Alain Dominique Perrin est collectionneur d'art contemporain, d'œuvres du XVIIe et de voitures des années 1950 et 1960.

## Distinctions

### Prix
- 2009, Prix de l'Excellence française.

### Décorations
- Commandeur de la Légion d'honneur Il est fait chevalier le 14 avril 1990[10], promu officier le 31 décembre 2001[11], et commandeur le 31 décembre 2008[12], dont il reçoit ses insignes du Premier ministre Jean-Pierre Raffarin.
- Commandeur de l'ordre national du Mérite Il est chevalier du 11 février 1987, promu officier le 3 décembre 1994[13], puis commandeur le 13 mai 2005[14].
- Commandeur de l'ordre des Arts et des Lettres (28 mai 1997)[15].